# Heterogenes System
Ein heterogenes System ist ein System das aus unterschiedlichen Elementen besteht.
In der Physik ist es ein System, das makroskopische Trennflächen  aufweist, an denen sich Eigenschaften und Zusammensetzung unterscheiden. Im Gegensatz dazu stehen die homogenen Systeme.
Heterogene Systeme sind z. B. Konverter in der Stahlindustrie, schmelzende Körper, feuchte Dämpfe, eine Reihe von Legierungen und Gesteine.